# Pelargonium bifolium
Pelargonium bifolium är en näveväxtart som först beskrevs av Nicolaas Laurens Nicolaus Laurent Burman, och fick sitt nu gällande namn av Carl Ludwig von Willdenow. Pelargonium bifolium ingår i släktet pelargoner, och familjen näveväxter. Inga underarter finns listade i Catalogue of Life.